# Euphorbia hajhirensis
Euphorbia hajhirensis es una especie fanerógama perteneciente a la familia de las euforbiáceas. Es originaria del Yemen donde se encuentra en la Isla de Socotora.

## Hábitat y ecología
Especie rara se encuentra entre el matorral enano semicaduco en las montañas Haggeher a una altitud de 850-1100 metros.

## Taxonomía
Euphorbia hajhirensis fue descrita por Alan Radcliffe-Smith y publicado en Hooker's Icones Plantarum 37: t.3696. 1971.
Etimología
Euphorbia: nombre genérico que deriva del médico griego del rey Juba II de Mauritania (52 a 50 a. C. - 23), Euphorbus, en su honor – o en alusión a su gran vientre –  ya que usaba médicamente Euphorbia resinifera. En 1753 Carlos Linneo asignó el nombre a todo el género.
hajhirensis: epíteto geográfico que alude a su localización en las montañas de Hajhir.